# Alte Günz bei Tafertshofen
Alte Günz bei Tafertshofen este o arie protejată (arie specială de conservare — SAC, sit de importanță comunitară — SCI) din Germania întinsă pe o suprafață de 19,92 ha, integral pe uscat.

## Localizare
Centrul sitului Alte Günz bei Tafertshofen este situat la coordonatele 48°12′43″N 10°16′39″E / 48.2119°N 10.2775°E.

## Înființare
Situl Alte Günz bei Tafertshofen a fost declarat sit de importanță comunitară în martie 2001 pentru a proteja 1 specie de animale. Situl a fost protejat și ca arie specială de conservare în aprilie 2016.

## Biodiversitate
Situată în ecoregiunea continentală, aria protejată conține 2 habitate naturale: Liziere de ierburi înalte hidrofile de câmpie și de nivel montan până la alpin, Păduri aluvionare cu Alnus glutinosa și Fraxinus excelsior (Alno-Padion, Alnion incanae, Salicion albae).
La baza desemnării sitului se află o specie protejată de  nevertebrate: Coenagrion mercuriale.